# 3999 Aristarchus
För andra betydelser, se Aristarchos.
3999 Aristarchus eller 1989 AL är en asteroid i huvudbältet, som upptäcktes den 5 januari 1989 av den japanske amatörastronomen Takuo Kojima i Chiyoda. Den har fått sitt namn efter den grekiske astronomen och matematikern Aristarchos.
Asteroiden har en diameter på ungefär 18 kilometer.